# Колін (округ)
Колін (чеськ. Okres Kolín) — один з 12 округів Середньочеського краю Чеської Республіки. Адміністративний центр — місто Колін. Площа округу — 743,57 кв. км., населення становить 98 815 осіб. В окрузі налічується 89 населених пунктів, в тому числі 6 міста і 3 містечка.